# Through the Wire
«Through the Wire» es el primer sencillo del rapero y productor estadounidense Kanye West, quien escribió y grabó la canción con la mandíbula inmovilizada después de un accidente automovilístico en octubre de 2002. La canción utiliza una muestra del sencillo de Chaka Khan de 1985 «Through the Fire» y fue publicado el último día de septiembre de 2003 como el sencillo principal de su álbum debut, The College Dropout (2004).
«Through the Wire» alcanzó el puesto número 15 en el Billboard  Hot 100 y recibió críticas positivas de los críticos musicales. Fue certificado disco de platino y oro en Estados Unidos y Reino Unido, respectivamente. La canción fue nominada a un premio Grammy a la mejor actuación de rap en solitario en 2005, pero perdió ante «99 Problems» de Jay-Z. El video musical fue financiado por West, quien se inspiró en un anuncio de Adidas. Ganó Video del Año en los Source Hip Hop Awards de 2004.

## Composición
Musicalmente, «Through the Wire» ha sido descrita como una canción de hip hop y chipmunk soul. «Through the Wire» se inspiró en el accidente automovilístico de 2002 y West ha brindado un relato cómico de su difícil recuperación. West utilizó una versión acelerada y con cambio de tono del sencillo de 1985 de Chaka Khan, «Through the Fire». Coodie, uno de los directores del video musical, informó que Khan inicialmente no permitió que se limpiara el sample hasta que se le mostró el video a su hijo y él se lo contó a Khan, lo que llevó a que la muestra se limpiara alrededor de dos semanas después. Khan más tarde expresó su amor por la canción, llamando a West un “cariño, verdaderamente adorable” y la forma en que usó el sample “tan inteligente”. Sin embargo, en junio de 2019, Khan criticó el uso poco ortodoxo y muy cambiado de tono de la muestra por parte de West, calificándola de “estúpida”.  West no recibió crédito por escribir la canción, sino que fue para David Foster, Tom Keane y Cynthia Weil, quienes escribieron «Through the Fire». El rap de West se describe como “un flujo de Snoop conoce a Hova, torciendo sus palabras con la inflexión patentada ‘izz’”.

## Video musical
El video musical fue dirigido por Coodie y Chike y se estrenó el 3 de agosto de 2003. Es una presentación de diapositivas de videos e imágenes de West produciendo y su accidente visto a través de los marcos de fotos Polaroid. West, quien financió el video, concibió ideas para el clip después de ver un anuncio de Adidas en la revista BlackBook. Él dijo: “No me gusta sacar ideas de la mierda directa... Me gusta sacar ideas de todo el camino hasta aquí. A veces, mi visión no se puede explicar con palabras, porque ni siquiera podría haber dicho en palabras cómo imaginé que terminaría ese video”. Chike recordó la realización del clip y dijo: “Un día, Coodie me llamó la atención sobre un concepto que él y Kanye tenían para un video que giraba en torno a instantáneas Polaroid. Salía del trabajo a las 7 p.m. solo par regresar a las 10 p.m., trabajar toda la noche y luego irme a casa a las 7 a.m.” Coodie declaró que “si hubiéramos escrito un tratamiento” para el video, “lo habrían derribado. Tenían que verlo para entenderlo. De lo contrario, habrían dicho: ‘No, Kanye debería estar rapeando en una fiesta, con muchas chicas junto a la piscina’”. Fue galardonado Video del Año en los Source Hip Hop Awards de 2004.

## Posicionamiento

### Gráfica semanal
| Gráfica (2003–04)                                | Pico de posición |
| ------------------------------------------------ | ---------------- |
| Alemania (Official German Charts)                | 61               |
| Australia (ARIA Top 100 Singles)                 | 81               |
| Australia (ARIA Top 40 Urban Singles)            | 25               |
| Bélgica (Valonia) (Ultratop 50 Singles)          | 48               |
| Dinamarca (Hitlisten)                            | 11               |
| Escocia (Scottish Singles Chart)                 | 18               |
| Estados Unidos (Billboard Hot 100)               | 15               |
| Estados Unidos (Billboard Hot R&B/Hip-Hop Songs) | 8                |
| Estados Unidos (Billboard Hot Rap Songs)         | 4                |
| Estados Unidos (Billboard Pop Airplay)           | 32               |
| Irlanda (Irish Singles Chart)                    | 24               |
| Nueva Zelanda (Recorded Music NZ)                | 16               |
| Países Bajos (Single Top 100)                    | 23               |
| Reino Unido (UK Singles Chart)                   | 9                |
| Reino Unido (UK Hip Hop and R&B Singles Chart)   | 3                |
| Suecia (Sverigetopplistan)                       | 27               |
| Suiza (Schweizer Hitparade)                      | 48               |

## Certificaciones y ventas
| País                     | Certificación | Ventas    |
| ------------------------ | ------------- | --------- |
| Dinamarca (IFPI Danmark) | Oro           | 45,000    |
| Estados Unidos (RIAA)    | Platino       | 1,000,000 |
| Reino Unido (BPI)        | Oro           | 400,000   |